# MacGruber
MacGruber ist eine US-amerikanische Filmkomödie aus dem Jahr 2010. Der Film basiert auf der Saturday-Night-Live-Sketchreihe MacGruber, einer Parodie auf MacGyver.

## Handlung
Dieter von Cunth nimmt im Osten Sibiriens, im Dschugdschur-Gebirge eine X5-Rakete mit nuklearem Sprengkopf in seine Gewalt. Um dieser Gefahr Herr zu werden, versuchen Colonel Jim Faith und Lieutenant Dixon Piper in Ecuador den ehemaligen Green Beret, Navy Seal und Army Ranger MacGruber nach seiner 10-jährigen Auszeit wieder zu reaktivieren. Doch dieser hat längst der Gewalt abgeschworen und meditiert lieber in einem Kloster, anstatt die Welt vor Schurken zu retten. Enttäuscht von seiner Absage reisen Faith und Piper wieder ab. Erst in später Nacht träumt MacGruber davon, wie Cunth einst seine Geliebte, Casey Sullivan, die beste Freundin von Vicky St. Elmo, auf der gemeinsamen Hochzeit tötete. Die Entscheidung ist gefallen und MacGruber reist nach Washington.
Nach seiner Ankunft im Pentagon und einem weiteren hitzigen Gespräch mit Faith und Piper wird der Vorschlag abgelehnt, ein Team unter Piper aufzustellen. MacGruber darf mit seinen alten Kampfgefährten sein eigenes Team rekrutieren. Als er mit diesem dann Faith und Piper am Flughafen trifft, lässt er sein Team mit seinem selbstgebastelten C4 in einem Van zurück, der anschließend explodiert. Aus Angst, seinen Auftrag, Cunth zu stoppen, zu verlieren, lässt sich MacGruber mit Piper ein, indem MacGruber mit Piper körperlich aneinandergerät und später mit heruntergelassener Hose um Pipers Unterstützung bettelt; dann wird zusammen mit Vicky St. Elmo und Piper ein neues Team gegründet.
Am nächsten Tag reist die Gruppe nach Las Vegas, um einen Nachtclub von Cunth aufzusuchen. MacGruber stellt sich dort auf die Bühne und verkündet lautstark seinen Plan, wo er am nächsten Tag sein wird. Das Team startet insgeheim eine Geheimoperation und Vicki spielt in dieser MacGruber. Doch anstatt Vicki anzugreifen, wie geplant, wird der Van, von dem aus die Operation überwacht wird, von Cunths Leuten, unter anderem auch Hoss Bender, angegriffen. Den Angriff überleben alle, Bender stirbt und eine neue Idee wird schnell ausgeklügelt. Vicki soll dieses Mal Bender spielen und eine Lagerhalle infiltrieren, wo gerade eine Transaktion stattfindet, um die Zugangscodes für die X5-Raketen zu erlangen. Doch der Eingriff läuft schief. Zwar gelingt es MacGruber, mit Sellerie im Hintern und Piper als Schütze alle Wachen zu eliminieren, doch Cunths Leute können fliehen. Also überredet MacGruber sein Team, nach beiden gescheiterten Operationen, an einer Benefiz-Veranstaltung von Cunth teilzunehmen. Dort begegnen sich die beiden zum ersten Mal und Cunth lässt MacGruber durch seine Wachen von dort herauswerfen.
Nach diesem Fiasko reisen alle wieder nach Washington, D.C. Im Pentagon wird MacGruber nicht nur von Faith gemaßregelt, sondern auch letztendlich der Fall entzogen. Während Piper und MacGruber sich bei einem Drink entspannen, werden sie plötzlich von einigen Söldnern angegriffen. MacGruber nutzt dabei Piper als menschlichen Schutzschild, um sicher mit Vicki zu entkommen. Sie fliehen in MacGrubers Auto. Doch Piper ist nicht tot, er trug eine kugelsichere Weste. Angewidert von der Tatsache, dass MacGruber ihn beinahe opferte, verlässt er das Team. Vicki und MacGruber fahren zu Vickis Haus und haben anschließend dort Sex. Doch mit diesen Gefühlen zu seiner langjährigen Freundin kommt MacGruber nicht wirklich klar, weswegen er das Haus fluchtartig wieder verlässt und zum Grab seiner Verlobten fährt. Nachdem er dort den Segen vom Geist seiner Verlobten einholt, hat er auch dort Sex mit ihr, auf ihrem Grabstein.
Nach seiner Rückkehr in Vickis Haus stellt MacGruber fest, dass Cunth sie entführt hat. MacGruber erkennt, welchen Plan Cunth ausgeheckt hat. Dieser will die State of the Union Address bombardieren. Cunth kann sich währenddessen nicht verkneifen, MacGruber anzurufen, um ihm seine Schadenfreude zum Ausdruck zu bringen. Doch dieser Anruf führt dazu, dass MacGruber ihn zurückverfolgen kann und mit der Hilfe Pipers ein Versuch gestartet wird, sowohl die Raketen als auch Vicki zu retten.

## Kritiken
„Amüsante und kenntnisreiche Parodie auf Agenten- und Actionfilme der 1980er-Jahre (‚MacGyver‘), getragen von gut aufgelegten Darstellern.“

„Ungewöhnliche Actionkomödie mit einigen ‚MacGyver‘-Parodien und einer Coolness, die den Film zu einer explosiven Unterhaltung macht. Spaß ist da garantiert.“

„Die Kinoversion des ‚Saturday Night Live‘-Sketches ‚MacGruber‘ stolpert über ihre lahme Story und den Mangel an interessanten Figuren. Einige komische Gags und lustige Eighties-Gadgets reichen nicht, die alberne MacGyver-Parodie effektiv auf Spielfilmlänge auszudehnen.“

„Will Forte macht seinen Saturday Night Live Charakter zum Comedy-Volltreffer. „MacGruber“ ist jetzt schon Kult! 7/10“

„Nicht jeder Gag ist hier ein Treffer, das gesamte Konstrukt mitunter etwas wackelig und redundant, aber wenn einer der Gags zündet, dann auch zielsicher. [...] Dass MacGruber als kurzer, aber brachialer Spaß funktioniert, verdankt er primär dem Spiel von Will Forte, der dank drei Jahren Erfahrung MacGruber weniger spielt wie lebt. Für Fans der SNL-Gag-Reihe dürfte der Film daher einfach classic MacGruber sein.“

„MacGruber hat wenige Momente, die wirklich witzig sind, liefert viel Blödsinn, lässt den Zuschauer aber immer wieder auflachen. Sei es, weil die Szenen so grenzenlos debil sind (Friedhof-Sex) und die Gags auch mal zünden (Tennisball-Bombe). Eine grosse Komödie ist das nie und nimmer, aber als Schnell-Comedy-Futter für zwischendurch durchaus annehmbar.“

## Veröffentlichung
Nachdem der Film am 21. Mai 2010 in den USA seinen Kinostart hatte und mit einem Einspielergebnis von fast 9,3 Mio. US-Dollar seine Produktionskosten von knapp 10 Mio. US-Dollar nicht wieder einspielte, erschien er in Deutschland am 15. Dezember 2011 direkt auf DVD.

## Trivia
Die Besetzungsliste enthielt zum Zeitpunkt des Drehs sechs aktive WWE-Wrestler: Dalip Singh („The Great Khali“), Glenn Jacobs („Kane“), Paul Wight („The Big Show“), Mark Henry, Chris Jericho, und Antonio Banks („MVP“).
Als eines der ecuadorianischen Kinder MacGrubers Kette klaut und er hinterherschimpft, antwortet der Junge: Chupamelo, MacGruber, was so viel bedeutet wie: Lutsch meinen Schwanz, MacGruber.
In der ersten Sex-Szene bewegt Vicky dauernd ihren Kopf. Der Grund dafür war, dass Will Fortes Schweiß ihr dauernd ins Gesicht tropfte.